# Michael Briere
Pour les articles homonymes, voir Brière (homonymie).
 (mars 2016).
 (mars 2016).
Si vous disposez d'ouvrages ou d'articles de référence ou si vous connaissez des sites web de qualité traitant du thème abordé ici, merci de compléter l'article en donnant les références utiles à sa vérifiabilité et en les liant à la section « Notes et références ».
Michal Briere est un violeur et un meurtrier canadien.
En 2003, Briere, originaire de Montréal, habite le centre-ville de Toronto. Il y travaille dans le domaine du développement de logiciels. Le 13 mai, il enlève Holly Jones, une jeune fille de dix ans qui marchait sur la rue en revenant de chez son amie. Il l'agresse sexuellement puis la tue en l'égorgant. Après avoir démembré son corps, il va jeter les morceaux dans le lac Ontario. Ils seront découverts par un citoyen le jour suivant.
Il est suspecté sur le champ par la police, à la suite de son refus de fournir un échantillon d'ADN, puis mis en état d'arrestation et accusé du meurtre le 20 juin. 
Briere plaide coupable du crime, qu'il décrit comme "cruel, inhumain, et cauchemardesque". Il est condamné à la prison à perpétuité et ne sera pas admissible à une libération conditionnelle avant 25 ans.
Devant le tribunal, il justifie ses actes par le visionnement de pornographie enfantine. Cette déclaration a pour conséquence de relancer le débat public sur la pornographie.